# Sophak Keo
Sophak Keo (ur. 3 marca 1994) – kambodżański zapaśnik walczący w obu stylach. Piąty na igrzyskach azjatyckich w 2022. Zajął trzecie miejsce na igrzyskach Azji Południowo-Wschodniej w 2023; czwarte w 2019 i 2021. Zdobył cztery medale mistrzostw Azji Południowo-Wschodniej w latach 2022 - 2025 roku.